# 金易二郎
金 易二郎（こん やすじろう、1890年〈明治23年〉10月10日 - 1980年〈昭和55年〉6月23日）は、将棋棋士。名誉九段。関根金次郎十三世名人門下（当初は井上義雄八段門下）。棋士番号は1番。秋田県雄勝郡羽後町出身。従五位勲四等瑞宝章。大正時代から昭和時代初期にかけて活動。

## 経歴
明治23年（1890年）10月10日、秋田県雄勝郡羽後町の蕎麦店「弥助そばや」の三代目店主・金易吉の次男として生まれる。
明治41年（1908年）、井上義雄（八段）と駒落ちで対局した際に「五・六段ならばすぐになれる」と実力を認められ、棋士にならないかと誘われて入門。井上の名前から「雄」の一文字を貰い金易雄と名乗った。
当時は将棋家元制が崩壊してから将棋大成会（日本将棋連盟）が発足するまでの移行期、すなわち将棋界が分裂していた時期に当たり、師匠の井上は当初、関根金次郎（後の十三世名人）と共に「将棋同盟社」を結成していたものの、1910年にこれを脱退して新たに「将棋同志会」を結成した。
しかし、勢力としては関根派の「将棋同盟社」が大きく優っており、移籍して関根派の強豪との実戦で腕を上げたいと考えた金は、関根に弟子にして欲しいと願い出る。しかし、関根からは井上に対する不義理を咎められて叱られ、一時田舎へ帰った。
その後、諦めきれずに強引に関根に頼み込み、これが認められて関根門下に移籍して将棋界に復帰。明治45年（1912年）に四段となる。
大正6年（1917年）の時点では既に六段になっており、同年のうちに七段に昇段をし、八段の昇段を関根に抑えられていた兄弟子の土居市太郎と段位が並ぶことになった。まもなく八段昇段などをめぐって土居と対立した関根は「将棋同盟社」を出て「東京将棋倶楽部」を結成することになる。この時に金は誘いを断って関根に従い、「東京将棋倶楽部」の設立に尽力したという。
大正8年（1919年）3月1日、新たに関根門下になった木村義雄二段と飛車落ちで対戦している記録がある（木村勝ち）。
大正9年（1920年）、四段に昇段した木村と左香落ちで対戦した記録がある（木村勝ち）。
のちに木村は自伝で、金と花田長太郎が最初の目標であったと語っている。
大正13年（1924年）、棋界統一に功績があり、大崎熊雄や木見金治郎と共に八段に昇進する。同じ時期に将棋雑誌の発行に携わり、「将棋の友」（大正13年12月）、「将棋の国」（大正14年10月）を刊行。
昭和3年（1927年）の日本将棋連盟の結成に参加。
昭和9年（1934年）から日本将棋連盟会長。
昭和10年（1935年）から開始された実力制名人戦に参加する。神田事件による棋界の再分裂が収束すると、新たに発足した将棋大成会の会長を昭和11年（1936年）まで務める。実力制の名人戦実施に尽力する一方、昭和12年（1937年）には坂田三吉からの要望を容れて、木村・花田との対戦を実現させた。
戦中戦後の混乱期も将棋大成会のために奔走する。順位戦に1期だけ参加したが、昭和22年（1947年）に引退。
昭和29年（1954年）4月1日、日本将棋連盟から「名誉九段」を贈位される（別記「#名誉九段」参照）。
昭和45年（1970年）秋、勲四等瑞宝章を授与される。将棋界での瑞宝章受章は三年前の土居に次いで二人目であった。祝賀会は寛永寺のお堂でファンを招いて将棋会を催したという。

## 人物・逸話
関東の棋士とあまり交友がなかった坂田三吉が唯一心を許した人物だと言われ、上京してきた坂田の世話等は金が担当した。大阪の舳松人権歴史館にある阪田三吉記念室には坂田と金が仲良く写った写真の等身大パネルが展示されている。また弟弟子の木村を高く評価し、木村をさん付け呼ぶほどであったという。一方で、一時期袂を分かったこともあって兄弟子の土居とはあまりソリが合わなかったともいわれ、対局ではお互いに闘志をむき出しにして争ったという。
長考派の受け将棋で、同じ棋風の西の重鎮木見金治郎と並び称されたこともある。兄弟子の土居は早見えの天才肌の将棋であり、この点でも対照的であった。持ち時間制が導入された直後の対局で中盤で時間切れになってしまった逸話も伝わる。
喜怒哀楽のはっきりした性格で、「勝つと小遣いを（棋譜取りをしていた僕に）くれるんですが、負けるとくれないんです。機嫌が悪くて」と弟子に述懐されている。お酒は下戸で全く飲めず、あんみつなど甘いものが好きであったという。

### 「泣き銀の一局」の証言
坂田三吉が「銀が泣いている」とつぶやいて有名になった一局について、大正2年（1913年）の関根戦とする説と、大正4年（1914年）の井上戦であるとする説があるが、後者の説は金が観戦記者の桑島鈍聴子から聞いて、弟子の山本に手紙で伝えた話が根拠となっている。

### 名誉九段
前出の通り、金は1954年（昭和29年）4月1日、日本将棋連盟から「名誉九段」が贈られた。

名誉九段　金 易二郎殿
明治の末年棋界に入り棋士生活四十有余年の長きに及ぶ大正の中期早くも高位に列し

深遠なる研究はよく後進を指導して棋界今日の隆盛に寄与せる功尠からず

よってその労を彰し玆に頭書の称号を贈位す
昭和二十九年四月一日
日本将棋連盟
会長　坂口允彦
（「写真でつづる将棋昭和史」126-127頁より）

### 棋士番号1番
棋士番号制度が始まった昭和52年（1977年）4月1日時点で存命していた将棋棋士（引退棋士も含む）の中で、最もプロ入り（四段昇段の年月日）が早かったのが金であったことから、金に棋士番号1番が割り当てられている。

### 家族
娘の八重子は高柳敏夫に嫁ぎ、内弟子時代の中原誠を育てた。中原囲いは中原が金から教わった相掛かりを基に開発した。

## 弟子

### 棋士
| 名前     | 四段昇段日   | 段位、主な活躍       |
| -------- | ------------ | -------------------- |
| 山本武雄 | 1941年1月1日 | 九段                 |
| 高柳敏夫 | 1942年1月1日 | 名誉九段、A級在籍4期 |

- 高柳は金の娘婿でもある[10]。高柳門下からは十六世名人の中原誠が出ている[10]。

## 昇段履歴
- 1908年（明治41年）0月0日：入門（井上義雄八段門下）[11]→ 一度帰郷 [11]
1908年（明治41年）0月0日→再入門（関根金次郎十三世名人門下）[11]
- 1910年（明治43年）0月0日：二段 [11]
- 1913年（大正02年）0月0日：四段 [11]
- 1914年（大正03年）0月0日：五段 [11]
- 1918年（大正07年）0月0日：七段 [11]
- 1924年（大正13年）0月0日：八段 [11]
- 1947年（昭和22年）0月0日：引退 [11]
- 1954年（昭和29年）4月1日：名誉九段 [8][11]

## 主な成績

### 在籍クラス
| 開始 年度 | (出典)順位戦出典 | (出典)順位戦出典 | (出典)順位戦出典 | (出典)順位戦出典 | (出典)順位戦出典 | (出典)順位戦出典 | (出典)順位戦出典 | (出典)順位戦出典 |
| 開始 年度 | 期               | 名人             | A級              | B級              | B級              | C級              | C級              | 0                |
| 開始 年度 | 期               | 名人             | A級              | 1組              | 2組              | 1組              | 2組              | 0                |
| --- | ---------------- | ---------------- | ---------------- | ---------------- | ---------------- | ---------------- | ---------------- | ---------------- |
| 1947 | 1                | 八段戦           | 八段戦           | 八段戦           | 八段戦           | 八段戦           | 八段戦           | 八段戦           |
| | 1                |                  | A 11             |                  |                  |                  |                  | 4-9(B級降級)     |
| |                  | 1947年引退       |                  |                  |                  |                  |                  |                  |
| 順位戦の 枠表記 は挑戦者。 右欄の数字は勝-敗(番勝負/PO含まず)。 順位戦の右数字はクラス内順位 ( x当期降級点 / *累積降級点 / +降級点消去 ) |                  |                  |                  |                  |                  |                  |                  |                  |

### 年度別成績
| 年度       | 対局数 | 勝数 | 負数 | 勝率   | (出典) |
| ---------- | ------ | ---- | ---- | ------ | ------ |
| 1945       | 5      | 2    | 3    | 0.4000 |        |
| 1946       | 16     | 5    | 11   | 0.3125 |        |
| 1947       | 1      | 1    | 0    | 1.0000 |        |
| 1947年引退 |        |      |      |        |        |